# Svatý Dismas

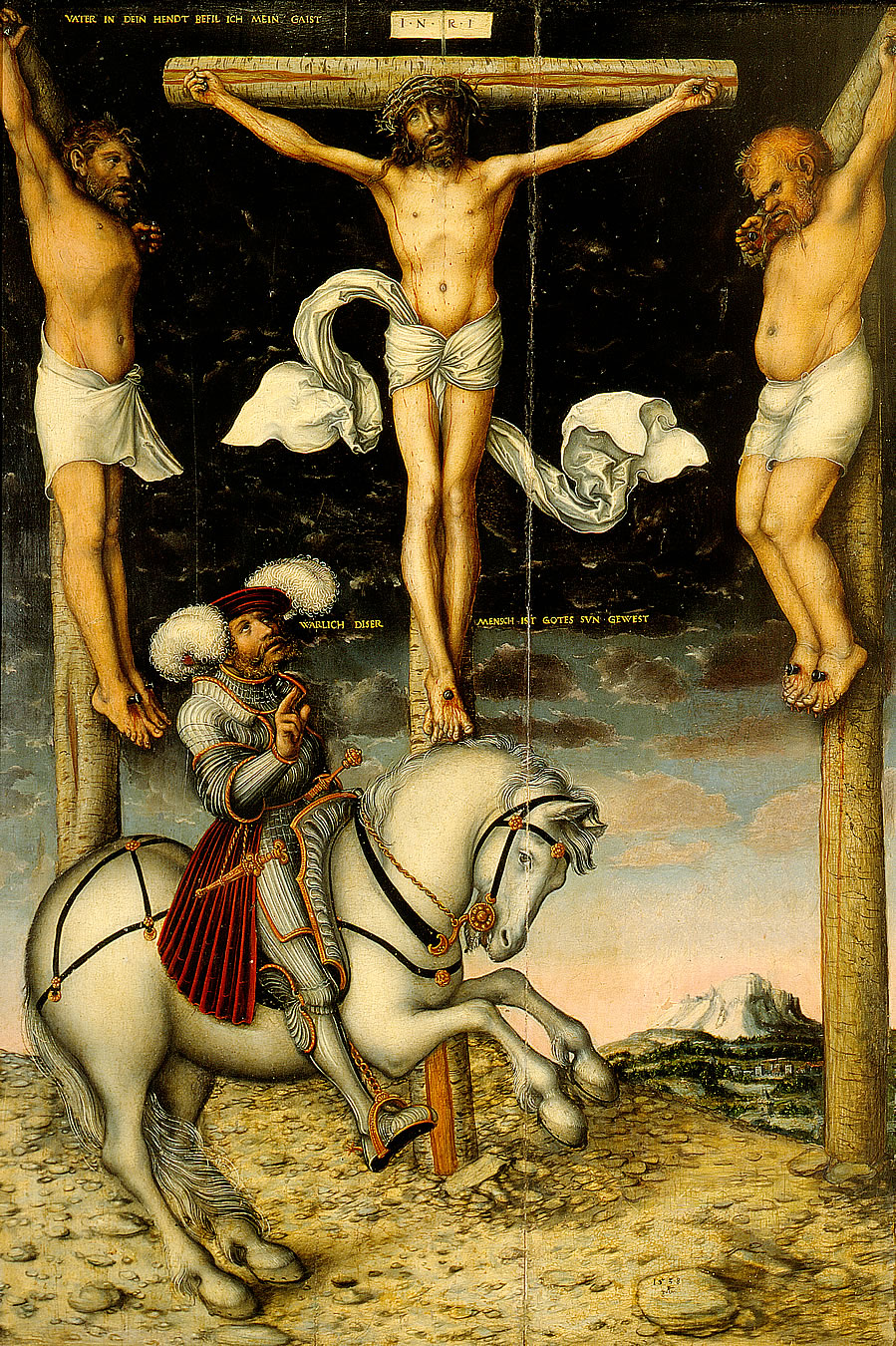
Scéna ukřižování na obraze Lucase Cranacha st.

Svatý Dismas byl zločinec, ukřižovaný po pravici Ježíše Krista. Bývá uváděn také jako dobrý lotr, na rozdíl od muže po Kristově levici.

## Život
Dvojici lotrů vedených a ukřižovaných s Ježíšem bez uvedení jmen zmiňuje Lukášovo evangelium. Při ukřižování se „lotr po levici“ rouhal a řekl Ježíšovi: „To jsi Mesiáš? Zachraň sebe i nás!“ Lotr po pravici však řekl: „Ty se ani Boha nebojíš? Vždyť jsi sám odsouzen k stejnému trestu. A my jsme odsouzeni spravedlivě, dostáváme zaslouženou odplatu, ale on nic zlého neudělal.“ Poté řekl: „Ježíši, pamatuj na mne, až přijdeš do svého království.“ Ježíš mu odpověděl: „Amen, pravím ti, dnes budeš se mnou v ráji.“
Dřevo z kříže, na němž byl Dismas ukřižován, se údajně dostalo na Kypr a jeho částečky také do Bologne. Dismas je tam oblíben ve františkánském řádu, uctívají jej také Kapucíni. 

## Jméno
Jména lotrů nejsou v evangeliu uvedena, dle apokryfních evangelií se nejčastěji uvádí jména Dismas a Gesmas (Gestas), ale vyskytují se i jiná jména (např. Titus a Dumach v Arabském evangeliu).

## Teologická otázka spásy
Na Ježíšovu odpověď se soustředily teologické diskuse týkající se spásy. Dismas se ptá na království, kterým je v Novém zákoně myšleno království Boží, které nastane v budoucnu po Posledním soudu. Ježíš mu ale slibuje, že bude dnes v ráji. Dobrý křesťan se tedy má do nebe dostat hned po smrti, ale přitom mají být křesťané souzeni na konci věků. Z tohoto rozporu vznikl ve středověku koncept očistce, kdy část lidí přijde do nebe hned a část až po očištění od hříchů. Někteří teologové i církve (Svědkové Jehovovi) větu interpretují tak, že se údaj dnes vztahuje k promluvě a ne pobytu v ráji, což lze docílit posunutím čárky oddělující obě věty: „Ámen, pravím ti dnes, budeš se mnou v ráji.“

## Svátek
Svátek se v římskokatolické církvi slaví 25. března. V pravoslavné církvi se jmenuje Rach a jeho svátek je slaven 17. února.
V koptské církvi se slaví pod jménem Demas. V syrské církvi je nazýván Titus s epizodou, že chránil svatou rodinu na cestě do Egypta.

## Patrocinia a kaple

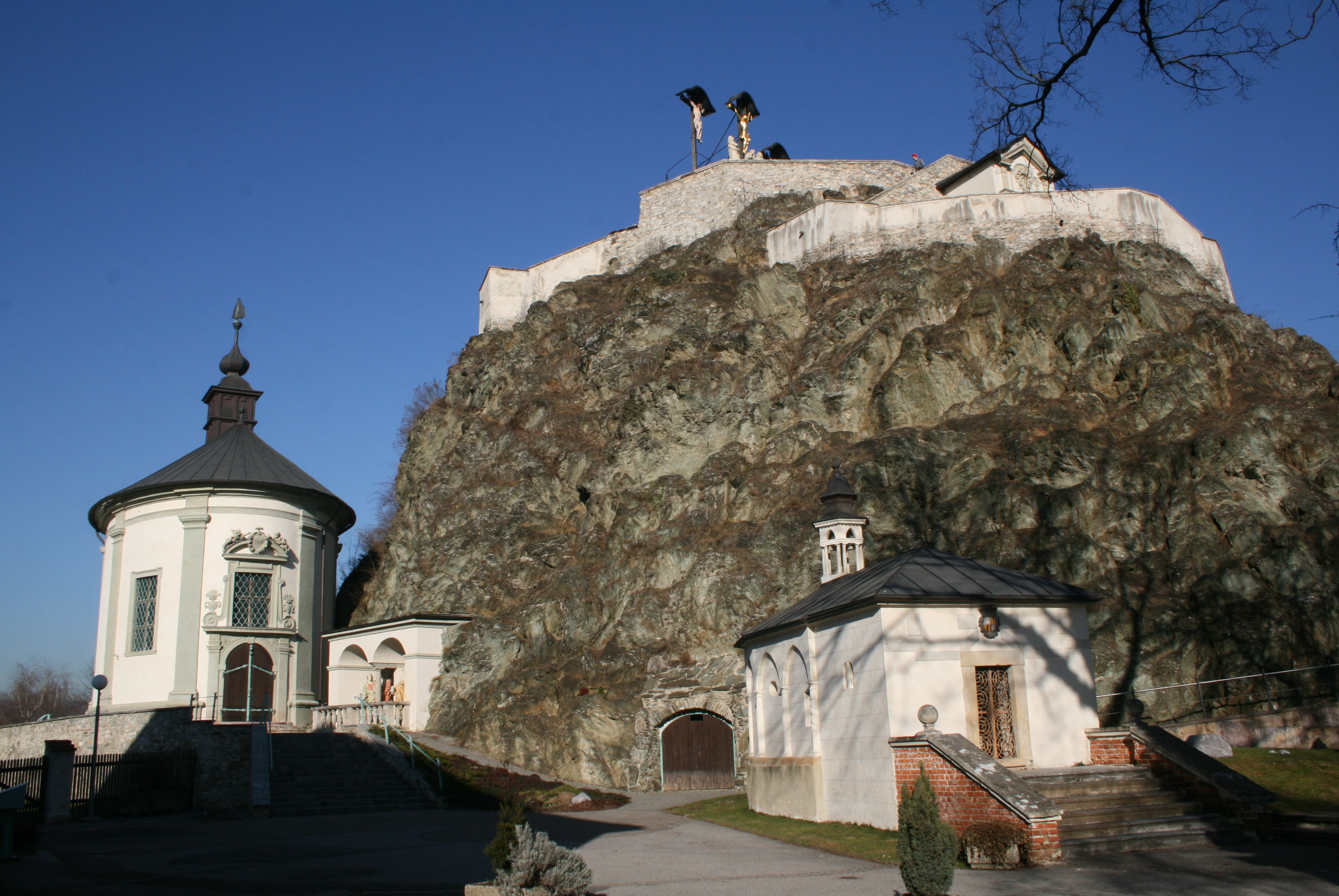
Štýrský Hradec, vrch Kalvárie a kaple sv. Dismase

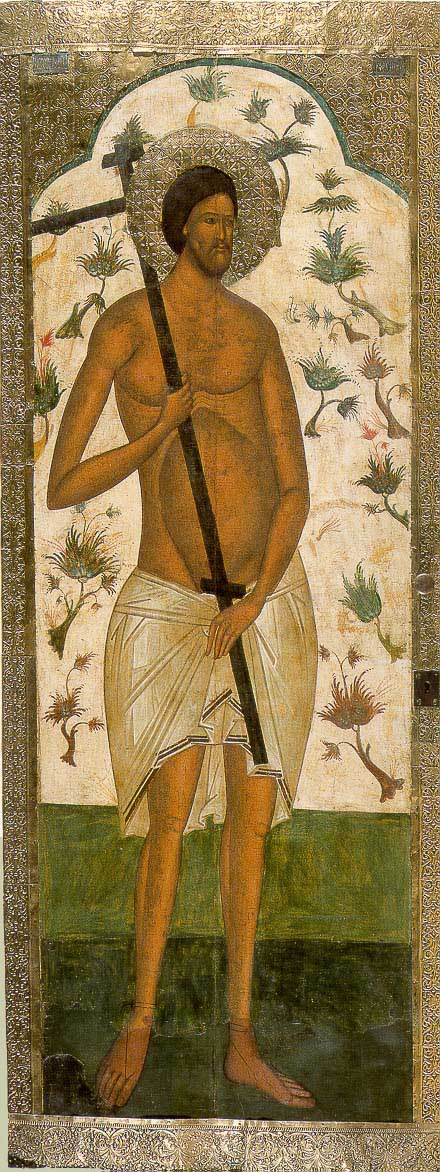
Ikona sv. Dismase, Moskva, kolem 1560

Dismas je patronem zločinců, vězňů odsouzených k smrti a zaměstnanců pohřebních institucí. Jeho vyobrazení se začínají objevovat ve vrcholné a pozdní gotice, již kolem roku 1400 je zpodoben například v Praze na Týnském tympanonu. Nejčastější obrazy, sochy a kaple spojené s pašijemi a vyobrazením kalvárie pocházejí až z doby vrcholného baroka. Do Nového světa pronikl kult od konce 18. století a zejména ve století devatenáctém.
- Kaple Maria Trost (původně sv. Dismase) pod vrchem kalvárie ve Štýrském Hradci
- Kaple sv. Dismase ve vsi Barczewo, Polsko
- Kaple sv. Dismase na popravišti v Praze na Novém Městě, stála nedaleko Horské brány, v místě depa Masarykova nádraží, založená v 1. polovině 18. století, provozovali ji novoměstští Kapucíni, zrušena roku 1785 a následně zbořena.[6]
- Kaple v obci Malesso (dříve Merizo), Guam, Spojené státy americké
- Kaple v obci San Dimas, severozápadní Mexiko
- Kaple sv. Dismase, obec Dannemora, New York